# Ghanas riksvapen
På Ghanas riksvapen ser man, förutom auktoritetssymboler (ett svärd, en spira och ett slott), ett kakaoträd och en gruva - symboler för jordbruk och industri. Lejonet (en heraldisk leopard) i mitten av vapenskölden erinrar om Ghanas förbindelser med Storbritannien.